# Plano (Texas)
Pour les articles homonymes, voir Plano.
La ville de Plano (en anglais [ˈpleɪnoʊ]) est située dans les comtés de Collin et de Denton, dans l’État du Texas, aux États-Unis. Sa population s’élevait à 259 841 habitants lors du recensement de 2010, estimée à 288 061 habitants en 2018. 
Elle est, d'après le magazine Forbes, la ville la plus sûre des États-Unis en 2010.

## Personnalités liées à la ville
- Lance Armstrong, cycliste
- Blake Coleman, joueur professionnel américain de hockey sur glace.
- Marques Haynes, basketteur mort à Plano ;
- Kevin McHale, acteur et chanteur ;
- Steve Morrow, joueur professionnel américain de hockey sur glace.
- Marsai Martin, actrice, productrice y est née.

## Source
- (en) Cet article est partiellement ou en totalité issu de l’article de Wikipédia en anglais intitulé « Plano, Texas » (voir la liste des auteurs).

1. ↑  (en)Francesca Levy, « America's Safest Cities », sur forbes.com, 11 octobre 2010 (consulté le 6 juin 2012)
2. ↑  « U.S. Census Bureau QuickFacts: Planocity, Texas », Bureau du recensement des États-Unis (consulté le 2 août 2024)
3. ↑  (en) « Census of Population and Housing », sur Census.gov (consulté le 4 juin 2015)